# Arrieros Mulas y Fondas

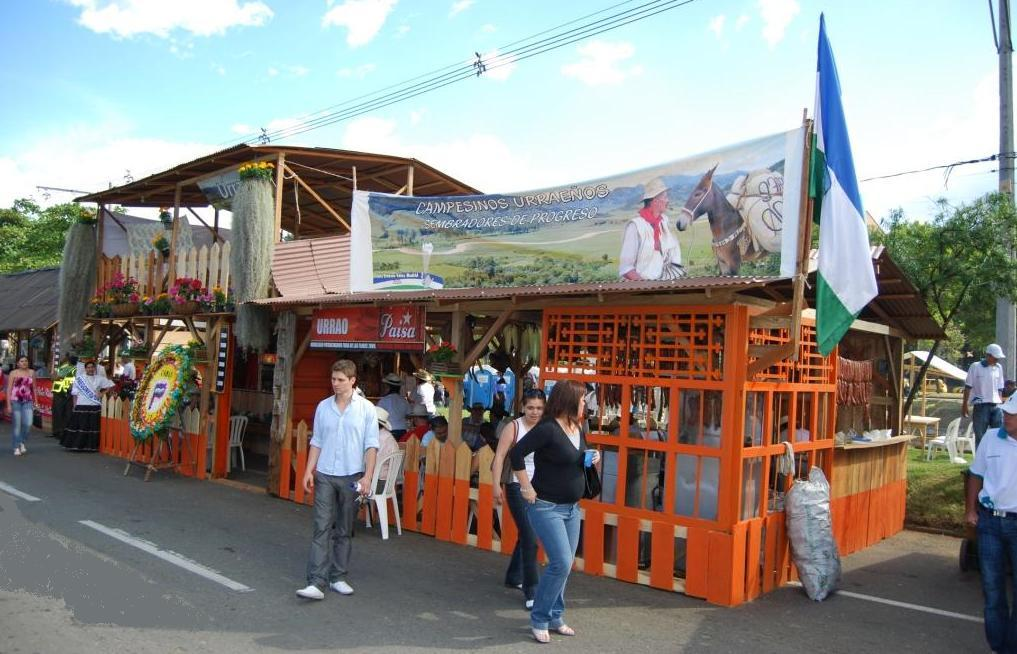
Fonda del Municipio de Urrao en la exposición Arrieros Mulas y Fondas, Feria de las flores, Medellín. Fuente: Página oficial Municipio de Urrao.

Arrieros mulas y fondas es uno de los espectáculos más concurridos de la Feria de las flores de la ciudad de Medellín, Colombia. 
Arrieros mulas y fondas no es un evento aislado de la feria. Arrieros mulas y fondas es de un todo y por todo una exposición permanente al aire libre que se ofrece durante toda la Feria de las flores, de pequeñas réplicas de casas y fondas campesinas de los municipios de Antioquia que puedan participar en la celebración.
La exposición se realiza a lo largo de un gran sector longitudinal de la Avenida del Río de Medellín. 

## Representación de los pueblos de Antioquia
La exposición de Arrieros mulas y fondas ofrece un recorrido verdaderamente largo. Por toda la Avenida del Río entre el Puente de Guayaquil y el Edificio Inteligente de las Empresas Públicas de Medellín, millares de visitantes locales, del resto del país y extranjeros, disfrutan durante los días de la feria, especialmente al caer de las tardes y en las noches, de la diversidad que ofrece la cultura antioqueña exhibida por las numerosas delegaciones municipales.
Arrieros mulas y fondas es atendido por personal de cada pueblo, que viene a la Feria de las flores decidido a mostrar con toda su amabilidad lo más granado de su cultura, sus mejores costumbres y sus gentes. Es una exposición imposible de pasar por alto con la familia. Durante ella se puede comer, beber, y hasta bailar.

## Asistencia masiva
La participación de los visitantes en Arrieros mulas y fondas es masiva y permanente durante el evento, debido a que la exposición se constituye en un lugar especial al aire libre para la diversión y la rumba, además localizado en el corazón de Medellín.
Algo verdaderamente para el recuerdo de la tradición antioqueña.